# Arnaldo Forlani

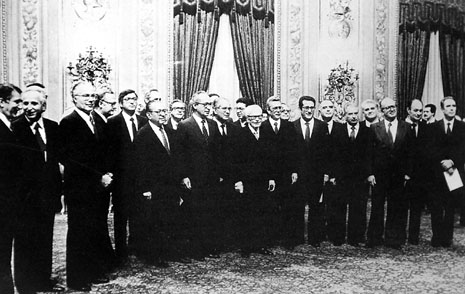
Prezydent Sandro Pertini i ministrowie rządu Arnalda Forlaniego (1980)

Arnaldo Forlani (ur. 8 grudnia 1925 w Pesaro, zm. 6 lipca 2023 w Rzymie) – włoski polityk, przywódca Chrześcijańskiej Demokracji, wieloletni parlamentarzysta i minister, premier Włoch w latach 1980–1981.

## Życiorys
Ukończył studia prawnicze. W 1948 zajął się działalnością polityczną jako sekretarz prowincjonalny chadecji w Pesaro. Stopniowo awansował w hierarchii partyjnej, od 1954 był członkiem władz centralnych. Dwukrotnie (1969–1973 i 1989–1992) pełnił funkcję jej sekretarza (przewodniczącego).
Zasiadał w radzie miejskiej Pesaro, a także w radzie prowincji. W latach 1958–1994 sprawował mandat posła do Izby Deputowanych III, IV, V, VI, VII, VIII, IX, X i XI kadencji. Od 1989 do 1994 był jednocześnie członkiem Parlamentu Europejskiego III kadencji, należąc do grupy Europejskiej Partii Ludowej.
Pod koniec lat 60. był ministrem ds. przedsiębiorstw państwowych i do kontaktów z ONZ w dwóch gabinetach, na czele których stał Mariano Rumor. Premier Aldo Moro powierzył mu tekę ministra obrony w swoim czwartym i piątym rządzie (1974–1976). W trzecim, czwartym i piątym gabinecie Giulia Andreottiego (1976–1979) kierował resortem spraw zagranicznych.
Pomiędzy 18 października 1980 a 28 czerwca 1981 sprawował urząd premiera Włoch. Stał na czele rządu tworzonego przez koalicję chadeków, socjalistów, socjaldemokratów i republikanów. W latach 1983–1987 w dwóch rządach Bettina Craxiego pełnił funkcję wicepremiera.
Arnaldo Forlani należał do najbardziej wpływowych polityków lat 80. i początku lat 90. Z tego okresu pochodzi akronim CAF, od nazwisk Bettina Craxiego, Giulia Andreottiego i Arnalda Forlaniego, symbolizujący domniemany układ tych polityków (liderów chadecji i socjalistów) w celu podporządkowania sobie sceny politycznej. Karierę polityczną przywódcy chadeków przerwała seria afer korupcyjnych (tzw. Tangentopoli). Arnaldo Forlani został oskarżony o nielegalne finansowanie partii w ramach tzw. sprawy Enimont, w procesie karnym skazano go za to na karę dwóch lat i czterech miesięcy pozbawienia wolności. Był również skazany na karę trzech lat pozbawienia wolności za przyjmowanie łapówek w zamian za kontrakty drogowe, jednak w wyniku odwołania został od tych zarzutów w całości uniewinniony.
Zmarł 6 lipca 2023. Uroczystości pogrzebowe odbyły się 10 lipca 2023; na ten dzień ogłoszono żałobę narodową.